# Leme (kommun)
Leme är en kommun i Brasilien.   Den ligger i delstaten São Paulo, i den sydöstra delen av landet, 700 km söder om huvudstaden Brasília. Antalet invånare är 91 804.
Följande samhällen finns i Leme:
- Leme

Omgivningarna runt Leme är en mosaik av jordbruksmark och naturlig växtlighet. Runt Leme är det ganska tätbefolkat, med 144 invånare per kvadratkilometer.